# میسیسیپی می‌سوزد
میسیسیپی می‌سوزد (به انگلیسی: Mississippi Burning) فیلمی ۱۲۸ دقیقه‌ای به کارگردانی آلن پارکر با بازی جین هکمن است.

## خلاصه داستان
میسی سیپی، سال ۱۹۶۴٫ سه کارمند دولت – دو سفیدپوست و یک سیاه‌پوست – که برای ثبت نام رأی دهندگان سیاه‌پوست به جساپ کانتی می‌روند، شبانه در جاده‌ای روستایی به قتل می‌رسند. دو مأمور FBI، «آلن وارد» (دفو) و «روپرت آندرسن» (هاکمن) – که اهل میسی سیپی است – به جساپ می‌آیند تا سرنخی از این ماجرا بیایند.